# MOC Veranstaltungscenter München

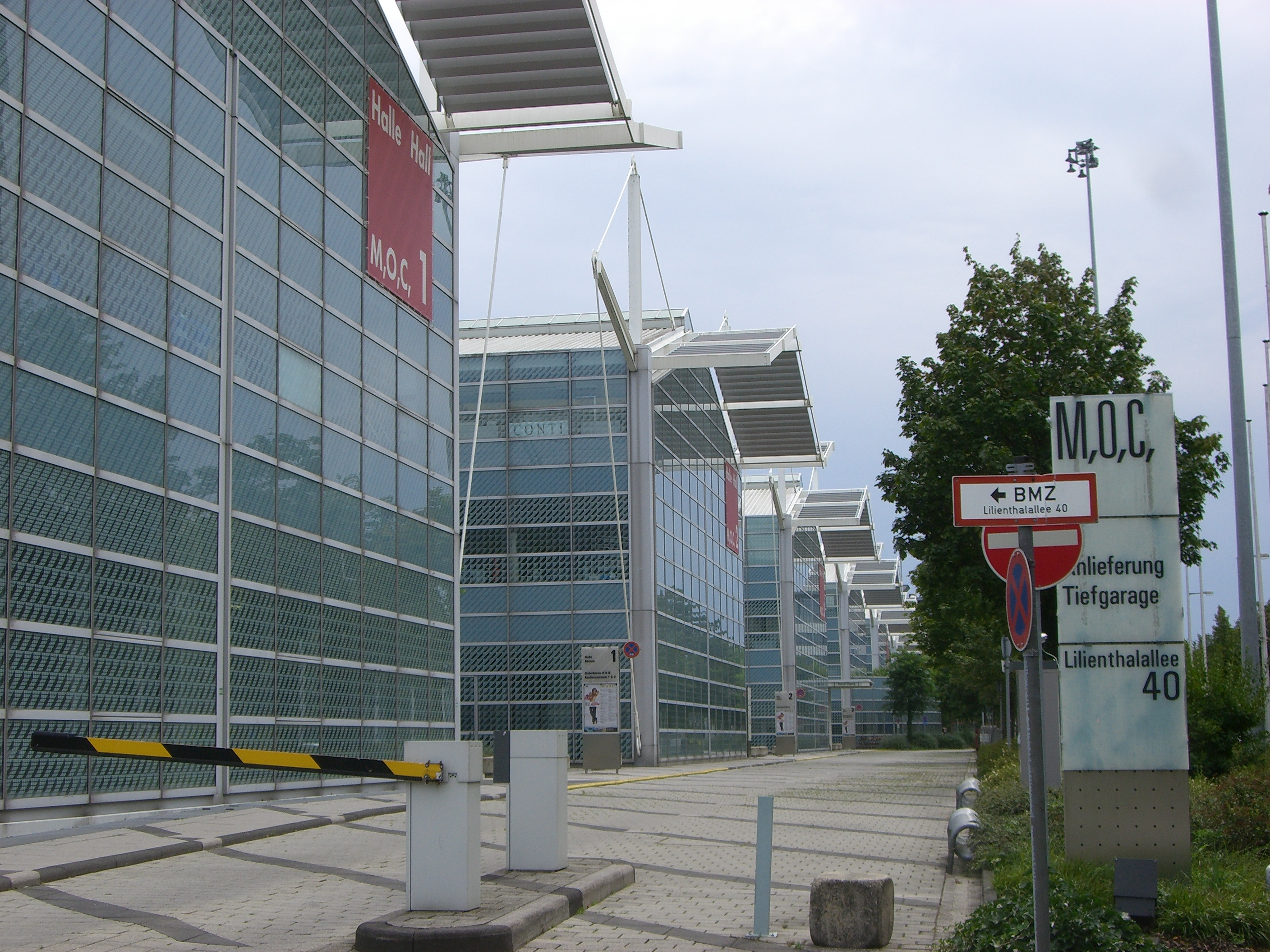
Das MOC

Das MOC Veranstaltungs- und Ordercenter ist ein Messegelände an der Lilienthalallee 40 im Münchner Stadtteil Freimann. Es wird von der Messe München GmbH betrieben. Es wurde Anfang der 1990er Jahre im Auftrag der Messe München International nach den Plänen des Architekten Helmut Jahn errichtet. Das Gebäude im Münchner Norden bietet als Veranstaltungscenter und Spezialmessegelände der Messe München International Ausstellungsflächen und Räume für Messen, Tagungen, Seminare und Corporate Events. Gleichzeitig beherbergt das MOC als permanentes Ordercenter für den Fachhandel ganzjährig mehr als 500 Sport- und Schuhmodemarken.
Seit Oktober 2011 firmiert das MOC gemeinsam mit dem ICM (Internationales Congress Center) und der Messe München International als Messe München Locations.

## Räume und Flächen
Im MOC stehen rund 30.000 Quadratmeter an Veranstaltungsflächen zur Verfügung. Vier Messehallen mit insgesamt 15.000 Quadratmetern Fläche lassen sich mit sechs Konferenz- und Seminarräumen kombinieren. Zu dem modularen Raumkonzept gehört auch der MOC-Showroom mit seinen mehr als 140 Raumeinheiten, die sich um zwei Atrien reihen und sich als Messestände, Präsentationsflächen, Schulungsräume oder Workshop-Einheiten nutzen lassen. Im ganzjährig vermieteten Showroom-Bereich präsentieren auf einer Fläche von rund 20.000 Quadratmetern verschiedene Sport-, Sportmode- sowie Schuh- und Lederwarenhersteller ihre Kollektionen.

## Messen und Veranstaltungen
Jährlich finden rund 120 Veranstaltungen mit über 330.000 Besucher im MOC statt. Zu den Veranstaltungen gehören Publikumsmessen wie die  FORUM VINI oder „Die 66“ ebenso wie die textile Fachmesse Munich Fabric Start, die Schuhmesse Moda made in Italy, die Spielwies’n sowie Tagungen und Firmenevents.